# Église Saint-Denis d'Amboise
Pour les articles homonymes, voir Église Saint-Denis.
L'église Saint-Denis est une église paroissiale dans la commune d'Amboise, dans le département français d'Indre-et-Loire.
Ancienne collégiale jusqu'à la Révolution française, elle devient ensuite église paroissiale. Sa construction commence au XIIe siècle mais elle est remaniée aux XVe et XVIe siècles. L'édifice est classé comme monument historique en 1968.

## Localisation
L'église se situe au pied de l'oppidum des Châteliers, premier noyau habité de la Préhistoire à la fin de l'Antiquité. Au Moyen Âge, les secteurs habités se déplacent vers la vallée de la Loire, et c'est autour de l'église que se construit la ville médiévale.

## Histoire
En 1107, Hugues Ier d'Amboise, seigneur de Touraine, débute la construction de l'église actuelle à en remplacement d'un oratoire édifié par Martin de Tours. De cette campagne de construction datent le chœur et le transept. La nef et ses collatéraux sont ajoutés à la fin du XIIe siècle. Le chevet est remanié au XVe siècle par l'adjonction de deux absidioles latérales. Le collatéral sud est doublé au XVIe siècle. Le clocher situé sur la croisée du transept s'effondre au XVIIIe siècle mais il est immédiatement reconstruit.

## Description

### Architecture

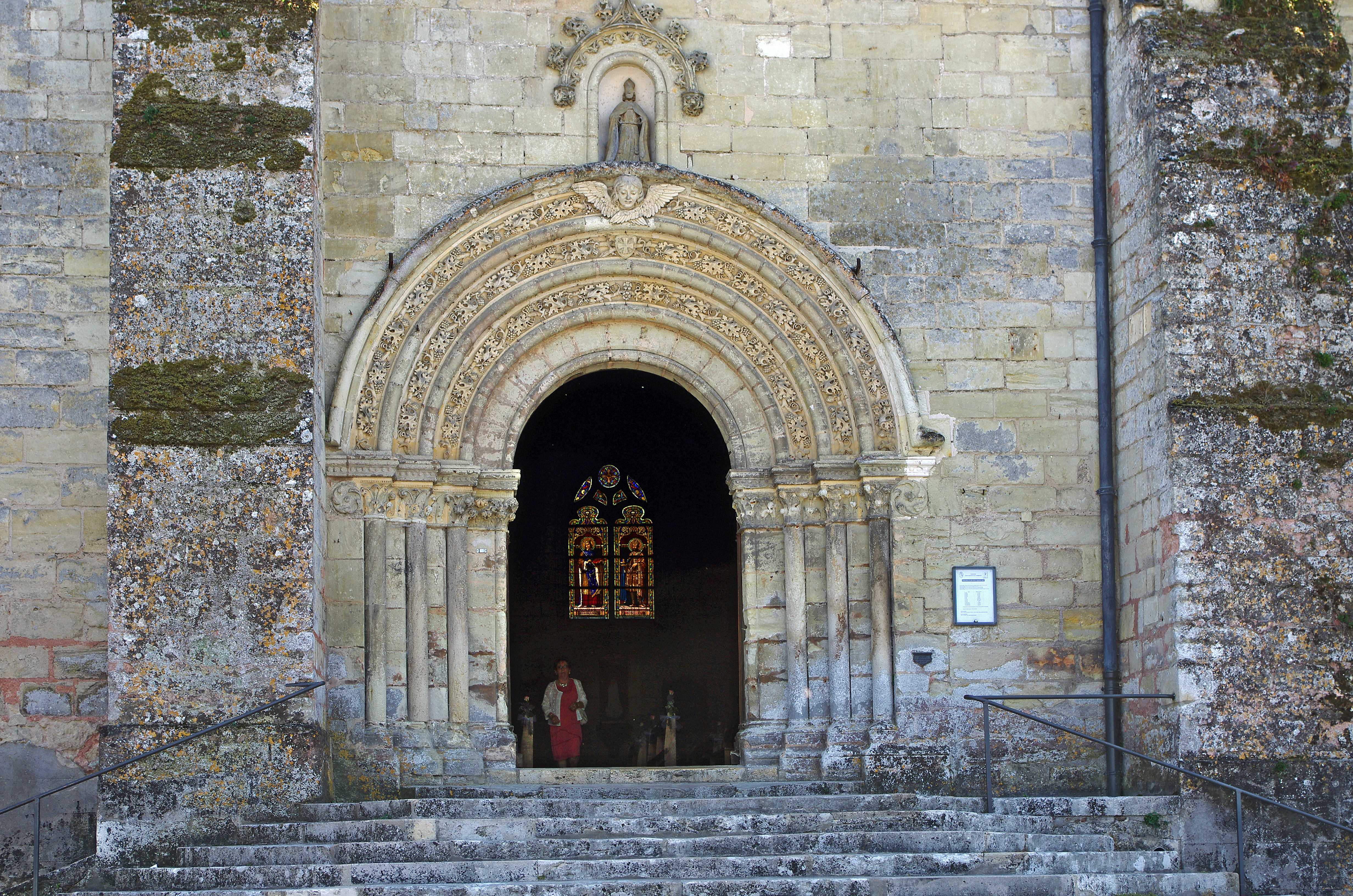
Portail nord.

L'église, dans sa configuration initiale, affecte la forme d'un croix latine avec une nef, un transept et un chevet. Très vite, les bas-côtés de la nef prennent la largeur du transept. De l'autre côté du transept, deux absidioles, de chaque côté du chœur, viennent compléter le volume de l'église avant qu'un second bas-côté, au sud, ne soit construit.
La façade occidentale, percée d'un portail en plein cintre, est flanquée de deux contreforts massifs. Le bas-côté sud ajouté au XVIe siècle, plus long que la nef, déborde sur cette façade. Le bas-côté nord, divisé en trois travées par des contreforts, est lui aussi percé d'un portail en plein plein cintre donnant sur le parvis. Le clocher, bien que refait au XIXe siècle, conserve côté nord sa base d'origine. Les baies des absidioles du chevet sont reprises au XVIe siècle, celle de l'abside principale au XVIIe siècle. Elles ont toutes reçu un décor gothique flamboyant.
Intérieurement, la nef est divisée en trois travées aux voûtes très bombées.

### Décor et mobilier

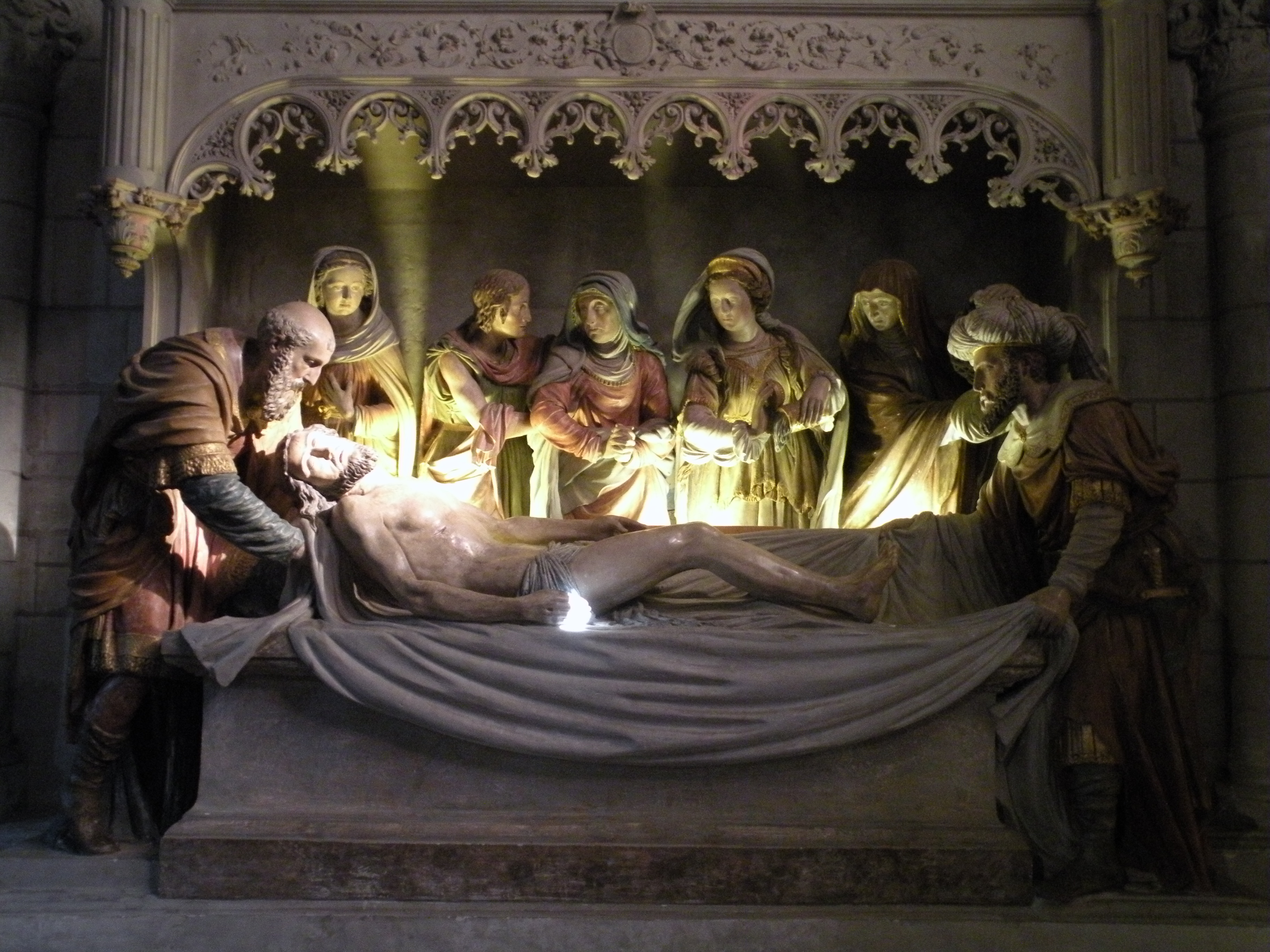
La Mise au tombeau

Intérieurement, les chapiteaux sont sculptés de scènes religieuses mais il s'y trouve également des personnages du Roman de Renart. Dans l'absidiole méridionale se trouve un retable du XVIIe siècle et le mur du fond du collatéral méridional est occupé par une sculpture représentant la Mise au tombeau.

## Pour en savoir plus